# براديب كومار بانيرجي
براديب كومار بانيرجي (23 يونيو 1936- 20 مارس 2020) كان لاعب كرة قدم هندي محترف سابق لعب كمهاجم لمنتخب الهند الوطني لكرة القدم. كما قاد الفريق الوطني وأصبح فيما بعد مدربًا للمنتخب الوطني. مثل الهند في 45 مباراة رسمية وسجل 15 هدفا رسميا للبلاد. كان من أوائل الحاصلين على جائزة أرجونا، عندما تم إصدار الجوائز عام 1961. حصل على بادما شري المرموقة في عام 1990 وحصل على لقب لاعب كرة القدم الهندي في القرن العشرين من قبل الاتحاد الدولي لتاريخ وإحصاءات كرة القدم. في عام 2004، حصل على وسام الاستحقاق من الفيفا، وهو أعلى وسام يمنحه الفيفا.
توفي بانيرجي في 20 مارس 2020 الساعة 12:40بعد الظهر بعد معاناته من مشاكل متعلقة بالعمر، حيث كان على أجهزة دعم الحياة في مستشفى كولكاتا منذ 2 مارس كان لديه أيضًا تاريخ أساسي لمرض باركنسون والخرف ومشاكل القلب.

## حياة سابقة
ولد براديب كومار بانيرجي في 23 يونيو 1936، في جالبايجوري في رئاسة البنغال (الآن ولاية البنغال الغربية). درس في مدرسة جالبايجوري زيلا وأكمل تعليمه من مدرسة KMPM في جمشيدبور.

## مسار مهني مسار وظيفي
في سن 15، مثل بانيرجي بيهار في كأس سانتوش، ولعب في الجناح الأيمن. في عام 1954 انتقل إلى كولكاتا وانضم إلى آريان. في وقت لاحق انتقل لتمثيل السكك الحديدية الشرقية. لعب لأول مرة مع المنتخب الوطني في بطولة 1955 رباعي الزوايا في دكا (حاليا دكا)، باكستان الشرقية (الآن عاصمة بنغلاديش) في سن ال 19.
مثل الهند في ثلاث ألعاب آسيوية وهي دورة الألعاب الآسيوية لعام 1958 في طوكيو، ودورة الألعاب الآسيوية لعام 1962 في جاكرتا، حيث حصدت الهند الميدالية الذهبية في كرة القدم ثم دورة الألعاب الآسيوية عام 1966 في بانكوك. كان جزءًا من المنتخب الوطني الذي لعب في دورة الألعاب الأولمبية الصيفية لعام 1956 في ملبورن حيث وصلوا إلى الدور نصف النهائي. قاد الهند في دورة الألعاب الأولمبية الصيفية لعام 1960 في روما، حيث سجل هدف التعادل ضد فرنسا في التعادل 1-1. مثل الهند ثلاث مرات في كأس ميرديكا في كوالالمبور، حيث فازت الهند بميدالية فضية في عامي 1959 و 1964 وميدالية برونزية في عام 1965. أجبرته الإصابات المتكررة على ترك المنتخب الوطني ثم اعتزاله عام 1967.

### الإحصائيات الدولية
مباريات فيفا«أ» فقط 
| منتخب الهند | منتخب الهند | منتخب الهند |
| عام         | تطبيقات     | الأهداف     |
| ----------- | ----------- | ----------- |
| 1955        | 3           | 5           |
| 1956        | 4           | 2           |
| 1958        | 5           | 0           |
| 1959        | 5           | 1           |
| 1960        | 3           | 1           |
| 1961        | 3           | 1           |
| 1962        | 5           | 4           |
| 1964        | 8           | 1           |
| 1965        | 6           | 0           |
| 1966        | 3           | 0           |
| مجموع       | 45          | 15          |

### الأهداف الدولية
| تاريخ          | مكان                                          | الخصم          | نتيجة | منافسة                         | الأهداف |
| -------------- | --------------------------------------------- | -------------- | ----- | ------------------------------ | ------- |
| 18 ديسمبر 1955 | دكا، شرق باكستان                              | سيلان          | 4-3   | 1955 كأس كولومبو               | 2       |
| 22 ديسمبر 1955 | دكا، شرق باكستان                              | بورما          | 5-2   | 1955 كأس كولومبو               | 2       |
| 26 ديسمبر 1955 | دكا، شرق باكستان                              | باكستان        | 2-1   | 1955 كأس كولومبو               | 1       |
| 12 ديسمبر 1956 | ملعب سيدني الرياضي، سيدني                     | أستراليا       | 7-1   | ودية دولية                     | 2       |
| 8 سبتمبر 1959  | استاد المدينة ، بينانج                        | كوريا الجنوبية | 1–1   | ودية دولية                     | 1       |
| 29 أغسطس 1960  | ملعب أوليمبيكو كارلو زيكيني، جروسيتو، إيطاليا | فرنسا          | 1–1   | دورة الالعاب الاولمبية 1960    | 1       |
| 9 أغسطس 1961   | كوالالمبور، مالايا                            | مالايا         | 2-1   | بطولة ميرديكا 1961             | 1       |
| 28 أغسطس 1962  | ملعب سينايان، جاكرتا                          | تايلاند        | 4-1   | دورة الألعاب الآسيوية عام 1962 | 2       |
| 29 أغسطس 1962  | ملعب سينايان، جاكرتا                          | اليابان        | 2-0   | دورة الألعاب الآسيوية عام 1962 | 1       |
| 4 سبتمبر 1962  | ملعب سينايان، جاكرتا                          | كوريا الجنوبية | 2-1   | دورة الألعاب الآسيوية عام 1962 | 1       |
| 1 سبتمبر 1964  | كوالالمبور، مالايا                            | كوريا الجنوبية | 2-1   | بطولة ميرديكا 1964             | 1       |

## مهنة إدارية
جاءت المهمة الأولى لـ براديب كومار بانيرجي في التدريب مع نادي إيست بنغال لكرة القدم. قاد نادي موهون باجان الرياضي إلى إنجاز تاريخي، حيث فاز بلقب درع آي إف ايه وكأس روفرز وكأس دوراند على التوالي ليحقق أول انتصار ثلاثي على الإطلاق في موسم واحد. أصبح المدرب الوطني في عام 1972، ابتداء من المباريات التأهيلية لأولمبياد ميونيخ 1972. استمر في تدريب فريق كرة القدم الهندي حتى عام 1986 انضم إلى أكاديمية تاتا لكرة القدم في جامشيدبور وشغل منصب المدير الفني لها من 1991 إلى 1997. حصل على جائزة لاعب الألفية عام 2005 من قبل الفيفا. كما فاز بجائزة اللعب النظيف الدولية من اللجنة الأولمبية، وهو إنجاز لم يتكرره أي لاعب كرة قدم هندي بعد. في عام 1999، تولى بانيرجي مرة أخرى منصب المدير الفني لفريق كرة القدم الهندي.

## الوفاة
توفي بانيرجي في 20 مارس 2020 في مستشفى في كولكاتا.

## مرتبة الشرف

### الهند
- الميدالية الذهبية للألعاب الآسيوية - دورة الألعاب الآسيوية عام 1962 [19]
- الميدالية الفضية في بطولة ميرديكا - 1959، 1964 [20]
- جوائز بهارات نيرمان - إنجازات مدى الحياة 2011 [21]

### فردية
- حصل على بادما شري عام 1990 [22]
- حصل على جائزة أرجونا عام 1961.[23]
- أدرجه الاتحاد الدولي لتاريخ وإحصاءات كرة القدم كلاعب كرة قدم هندي في القرن العشرين .
- وسام الاستحقاق من الفيفا (المئوية)، وهو أعلى وسام من الفيفا في عام 2004 [24]
- بانيرجي هو لاعب كرة القدم الوحيد من آسيا الذي حصل على جائزة اللعب النظيف.[25]

## روابط خارجية
- براديب كومار بانيرجي على موقع الاتحاد الدولي (مؤرشف)  (الإنجليزية)
- براديب كومار بانيرجي على موقع قاعدة بيانات كرة القدم.إي يو (الإنجليزية)
- براديب كومار بانيرجي على موقع أوليمبيديا (الإنجليزية)

- براديب كومار بانيرجي – سجل منافسات الفيفا
- النعي: بانيرجي الذي لا يُضاهى لـ نجم رياضي الهندي لكرة القدم